# Fót
Fót ist eine ungarische Stadt im Kreis Dunakeszi im Komitat Pest. 

## Geografische Lage
Fót liegt in Mittelungarn, ungefähr 18 Kilometer nordöstlich des Zentrums der ungarischen Hauptstadt Budapest.

## Geschichte
Fót wurde 1152 erstmals urkundlich erwähnt.

## Sehenswürdigkeiten
- Károlyi-Schloss; erbaut 1845–1849 nach Plänen von Miklós Ybl
- Römisch-katholische Kirche Szeplőtelen Fogantatás, erbaut 1845–1855 im neuromanischen Stil nach Plänen von Miklós Ybl

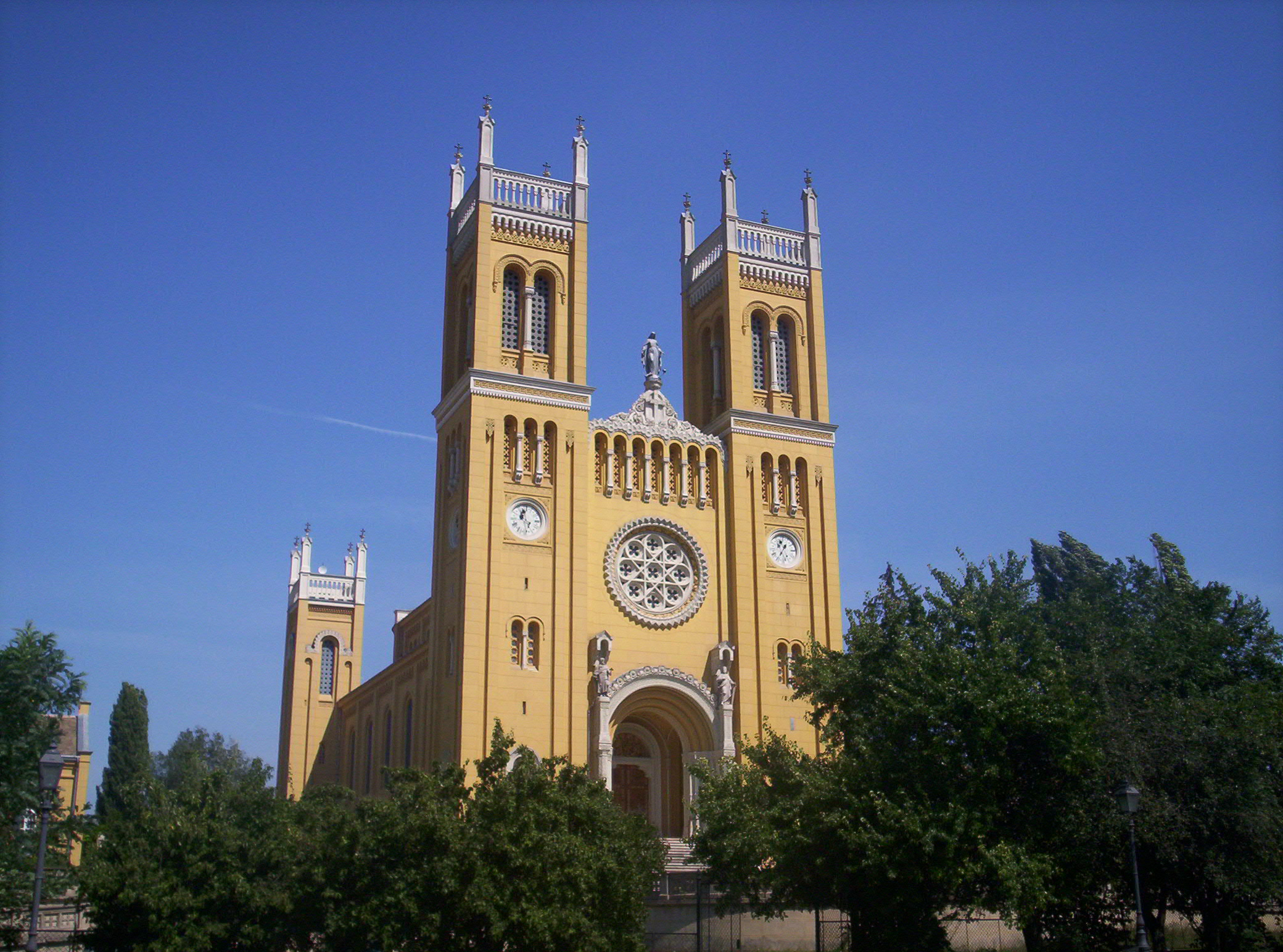
Römisch-katholische Kirche Szeplőtelen Fogantatás in Fót (2004)

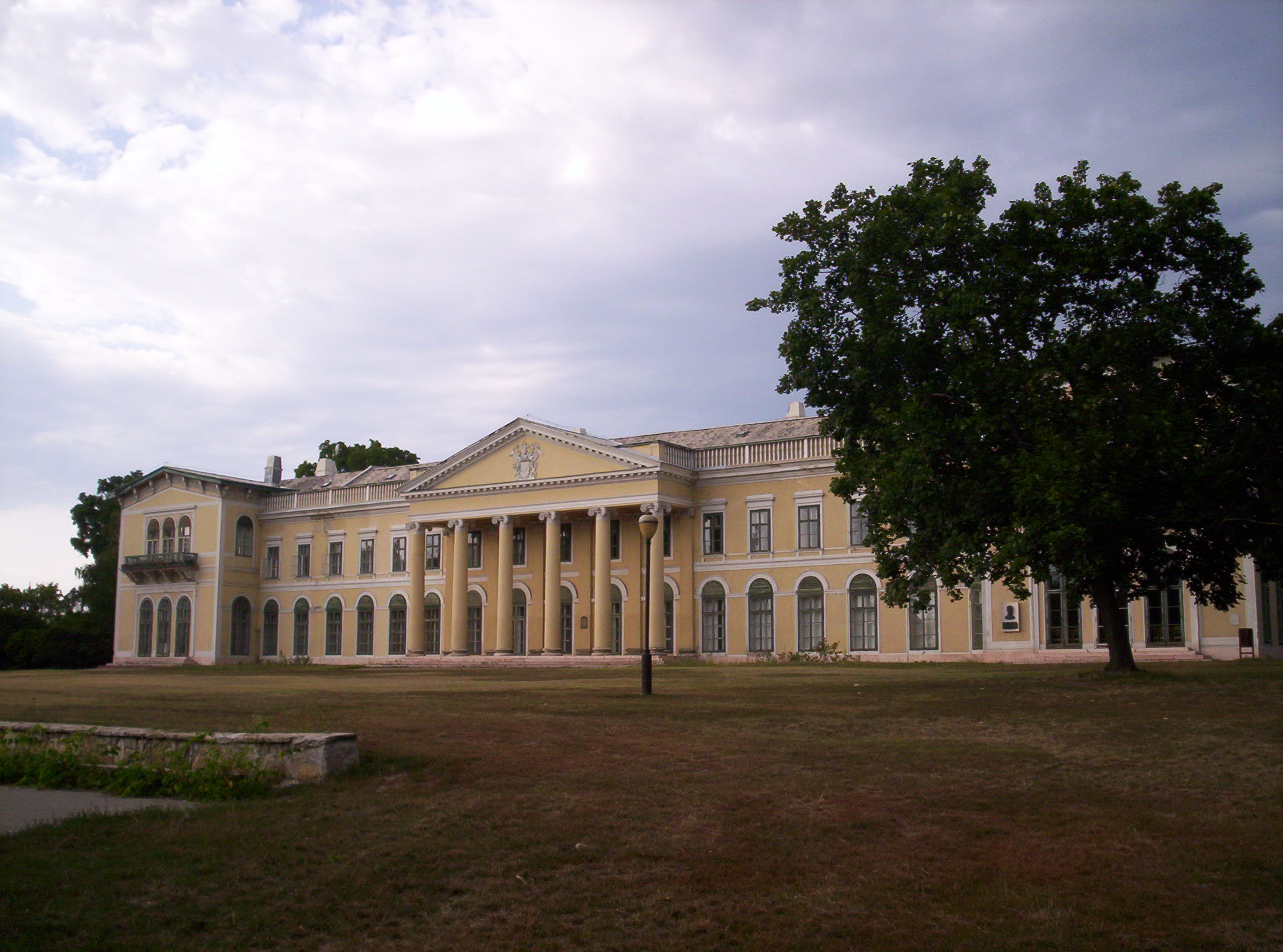
Károlyi-Schloss Fót

## Städtepartnerschaften
- Bălăușeri, Rumänien
- San Benedetto dei Marsi, Italien